# Gare de Gand-Waes
La gare de Gand-Waes est une gare ferroviaire belge, fermée puis détruite, terminus de la ligne d'Anvers à Gand. Elle était située à Gand, à proximité de l'actuel viaduc ferroviaire, en un point sur le Land van Waaslaan qui a été réalisé sur le tracé d'un ancien parcourt de la ligne
De 1844 à 1912, cette gare est le terminus de la ligne. Fermée en 1912, et remplacée par la Gare de Gand-Dampoort, elle est démolie en 1935.